# Au-Friedhof

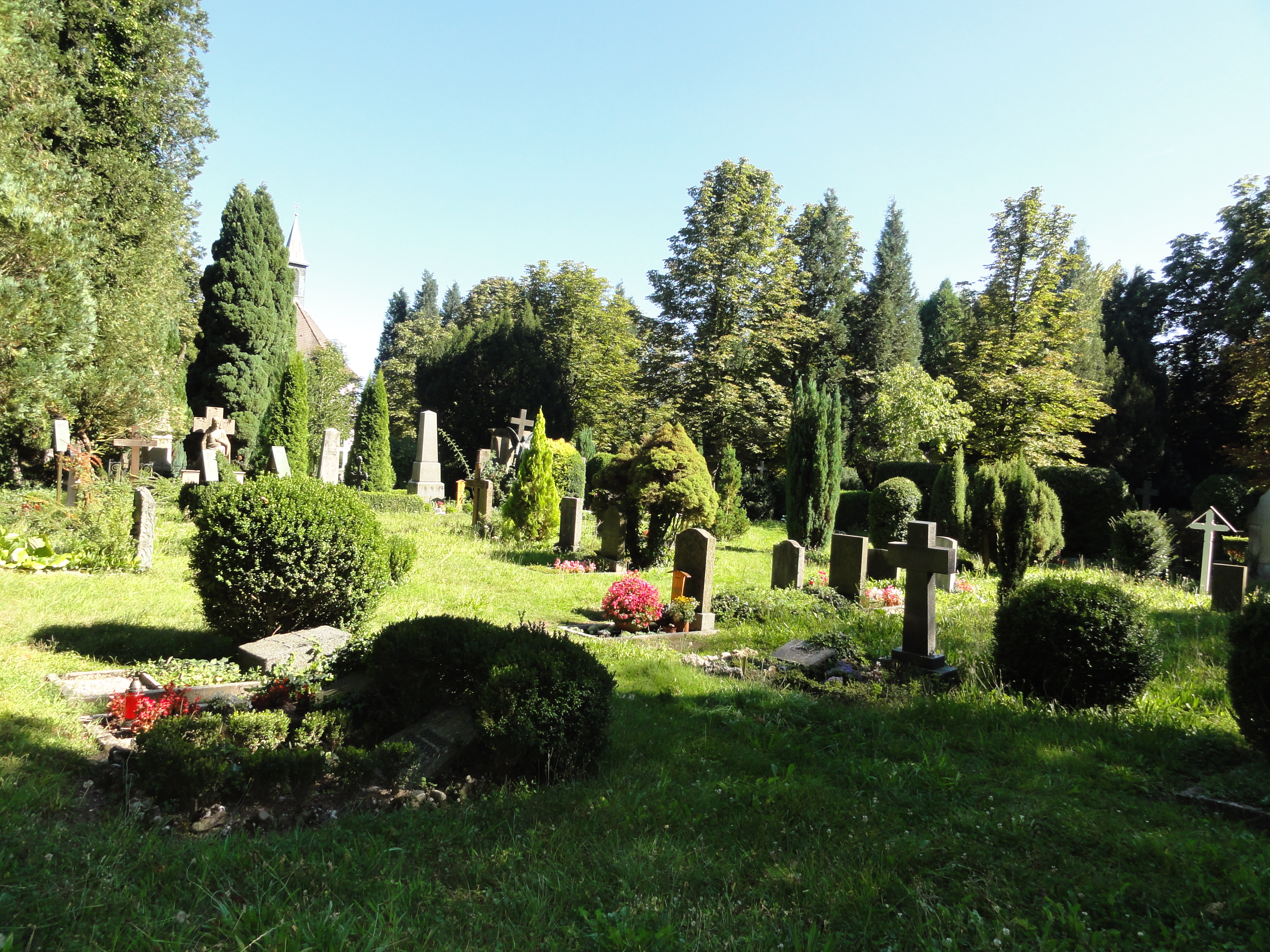
Au-Friedhof Bad Säckingen

Der Au-Friedhof wurde von 1815 bis 1958 als Friedhof beim Schloss Schönau in Bad Säckingen benutzt. Dort befinden sich Grabmäler bedeutender einheimischer Personen des 19. und des 20. Jahrhunderts. Seit 1993 steht die Anlage unter Denkmalschutz und wird von der Projektgruppe Au-Friedhof betreut. Die Altkatholische Gemeinde ließ im 19. Jahrhundert die kleine Kirche nebenan errichten.